# Te-familien
Te-familien (Theaceae). Alle planter i familien er træer eller buske. De ophober aluminium, og de indeholder myricetin og ellaginsyre. Bladene er toradede med indrullede, hele eller tandede bladrande. Blomsterne enkle og placeret i bladhjørnerne. Her nævnes kun de slægter, der har arter, som er kendte i Danmark.
| Slægter |

- Kamelia-slægten (Camellia)
- Gordonia
- Stuartia – på grund af en skrivefejl af og til også benævnt: Stewartia

Slægterne i denne familie blev i det tidligere, Cronquists system, anbragt i Lyng-familien (Ericaceae)